# The Curse of Blondie
The Curse of Blondie – album zespołu Blondie wydany przez wytwórnie Sanctuary Records i Epic Records w październiku 2003. Nagrań dokonano m.in. w Nowym Jorku i Los Angeles.

## Lista utworów
1. "Shakedown" (D. Harry, R. Ashby, C. Stein) – 5:05
2. "Good Boys" (K. Griffin, D. Harry) – 4:18
3. "Undone" (D. Harry, C. Bartock, J. Vitale) – 4:28
4. "Golden Rod" (D. Harry, L. Foxx) – 5:23
5. "Rules for Living" (J. Destri) – 5:12
6. "Backgroung Melody (The Only One)" (J. Destri, D. Harry) – 3:54
7. "Magic (Asadoya Yunta)" (D. Harry, R. Ashby, trad.) – 4:05
8. "End to End" (D. Harry, R. Ashby, C. Stein) – 3:59
9. "Hello Joe" (D. Harry, R. Ashby, C. Stein) – 4:06
10. "The Tingler" (D. Harry, C. Stein) – 3:52
11. "Last One in the World" (J. Destri) – 4:31
12. "Diamond Bridge" (D. Harry, J. Destri) – 4:07
13. "Desire Brings Me Back" (C. Olla, G. Langheld) – 5:31
14. "Songs of Love" (G. Langheld) – 6:43

wydanie europejskie
1. "Good Boys (Giorgio Moroder Single Mix)" (K. Griffin, D. Harry) – 4:06

wydanie japońskie
1. "The Tide Is High (Live)" (J. Holt, T. Evans, H. Barrett) – 4:35
2. "Rapture (Live)" (D. Harry, C. Stein) – 7:16

## Skład
- Clem Burke – perkusja
- Jimmy Destri – instr. klawiszowe
- Deborah Harry – śpiew
- Chris Stein – gitara

gościnnie
- Jimi K. Bones
- Paul Carbonara
- Gretchen Langheld
- Frank Pagaro
- Leigh Foxx
- James Mazlen

produkcja
- Steve Thompson – producent (oprócz "Good Boys"), mix (oprócz "Magic (Asadoya Yunta)")
- Jeff Bova – producent ("Good Boys")
- Kevin Griffin – producent ("Good Boys")
- Allen Kovac – producent
- Craig Leon – producent (oprócz "Good Boys", "Undone" i "Background Melody (The Only One)")
- James Michael – producent (oprócz "Good Boys", "Undone" i "Background Melody (The Only One)")
- Randy Nicklaus – producent (oprócz "Good Boys", "Undone" i "Background Melody (The Only One)")
- Jinsoo Kim – mix ("Magic (Asadoya Yunta)")
- Christina Ingram – mix ("Magic (Asadoya Yunta)")
- John Goodmanson – inżynier dźwięku
- Paul Logus – inżynier dźwięku
- Danni Bernini – inżynier dźwięku
- Roy Hendrickson – inżynier dźwięku
- Tom Weir – inżynier dźwięku
- Ross Peterson – asystent inżyniera dźwięku
- Sean Spuehler – programowanie
- Howie Beno – programowanie
- James Mazlen – programowanie
- George Marino – mastering
- Giorgio Moroder – produkcja i remix ("Good Boys" (Giorgio Moroder Single Mix))
- Tommy Schobel – programowanie ("Good Boys (Giorgio Moroder Single Mix)")
- Patrick Shevelin – programowanie ("Good Boys (Giorgio Moroder Single Mix)")
- Steve Shepherd – remix ("Good Boys (Giorgio Moroder Single Mix)")
- Robert Roth – projekt graficzny